# Попов, Сергей Викторович (искусствовед)
Сергей Викторович Попов (5 июня 1976) — российский искусствовед, владелец и директор галереи «Pop/off/art».

## Биография
По образованию искусствовед. В течение 5 лет работал научным сотрудником в Государственной Третьяковской галерее. Преподаёт современное искусство в Московском архитектурном институте.
В 2004 году создал в Москве Галерею «Pop/off/art», владельцем и директором которой является по сей день. С 2012 года галерея имеет филиал в Берлине.
С 2009 по 2010 год — главный куратор Санкт-Петербургского частного музея современного искусства «Новый музей».
Автор книги «Всегда другое искусство. История современного искусства России. Коллекция Виктора Бондаренко» (М., Книги WAM, 2011). Научный редактор книги «500 художников. Энциклопедия русской живописи XX века» (М., Книги WAM, 2012).